# Burghausen
Burghausen är en stad i Landkreis Altötting i Regierungsbezirk Oberbayern i förbundslandet Bayern i Tyskland.  Folkmängden uppgår till cirka 19 000 invånare.